# Adolf Wurst
Adolf Wurst – przewodniczący koła Towarzystwa Szkoły Ludowej w Kałuszu, poseł VIII kadencji Sejmu Krajowego Galicji wybrany z okręgu w tym mieście.